# Flamstead
Flamstead es una parroquia civil y un pueblo del distrito de Dacorum, en el condado de Hertfordshire (Inglaterra).

## Geografía
Según la Oficina Nacional de Estadística británica, Flamstead tiene una superficie de 21,55 km².

## Demografía
Según el censo de 2001, Flamstead tenía 1359 habitantes (49,96% varones, 50,04% mujeres) y una densidad de población de 63,06 hab/km². El 21,56% eran menores de 16 años, el 73,29% tenían entre 16 y 74, y el 5,15% eran mayores de 74. La media de edad era de 38,94 años. Del total de habitantes con 16 o más años, el 21,39% estaban solteros, el 65,57% casados, y el 13,04% divorciados o viudos.
El 94,41% de los habitantes eran originarios del Reino Unido. El resto de países europeos englobaban al 1,84% de la población, mientras que el 3,75% había nacido en cualquier otro lugar. Según su grupo étnico, el 98,53% eran blancos, el 0,81% mestizos, el 0,22% asiáticos, el 0,22% negros, y el 0,22% chinos. El cristianismo era profesado por el 81,4%, el budismo por el 0,22%, el judaísmo por el 0,59%, y el islam por el 0,22%. El 12,72% no eran religiosos y el 4,85% no marcaron ninguna opción en el censo.
Había 514 hogares con residentes, 21 vacíos, y 4 eran alojamientos vacacionales o segundas residencias.